# Cornelius Boza Edwards
Cornelius Boza Edwards (* 27. Mai 1956 in Kampala, Uganda) ist ein ehemaliger ugandischer Boxer im Superfedergewicht und Rechtsausleger. Er wurde von Mickey Duff gemanagt.
Am 8. März im Jahre 1981 bezwang er den Mexikaner Rafael Limón und wurde dadurch Weltmeister des Verbandes WBC. Diesen Titel verteidigte er Ende Mai gegen den US-Amerikaner Bobby Chacon durch Aufgabe in Runde 13 und verlor ihn anschließend an Rolando Navarrete durch klassischen K.o. in Runde 5.